# Горњи Турни
Горњи Турни (хрв. Gornji Turni) је насељено место у саставу града Делнице, Приморско-горанска жупанија, Хрватска.

## Историја
До територијалне реорганизације у Хрватској били су у саставу старе општине Делнице.

## Становништво
У попису становништва из 2011. године, Горњи Турни су имали 13 становника.
| Број становника према пописима | Број становника према пописима | Број становника према пописима | Број становника према пописима | Број становника према пописима | Број становника према пописима | Број становника према пописима | Број становника према пописима | Број становника према пописима | Број становника према пописима | Број становника према пописима | Број становника према пописима | Број становника према пописима | Број становника према пописима | Број становника према пописима | Број становника према пописима |
| ------------------------------ | ------------------------------ | ------------------------------ | ------------------------------ | ------------------------------ | ------------------------------ | ------------------------------ | ------------------------------ | ------------------------------ | ------------------------------ | ------------------------------ | ------------------------------ | ------------------------------ | ------------------------------ | ------------------------------ | ------------------------------ |
| 1857                           | 1869                           | 1880                           | 1890                           | 1900                           | 1910                           | 1921                           | 1931                           | 1948                           | 1953                           | 1961                           | 1971                           | 1981                           | 1991                           | 2001                           | 2011                           |
| 49                             | 107                            | 104                            | 105                            | 92                             | 245                            | 194                            | 86                             | 78                             | 71                             | 71                             | 59                             | 31                             | 22                             | 15                             | 13                             |

Напомена: Године 1910. исказивано под именом Турни. Године 1910. и 1921. садржи податке за насеље Марија Трошт.